# La Plata Fútbol Club

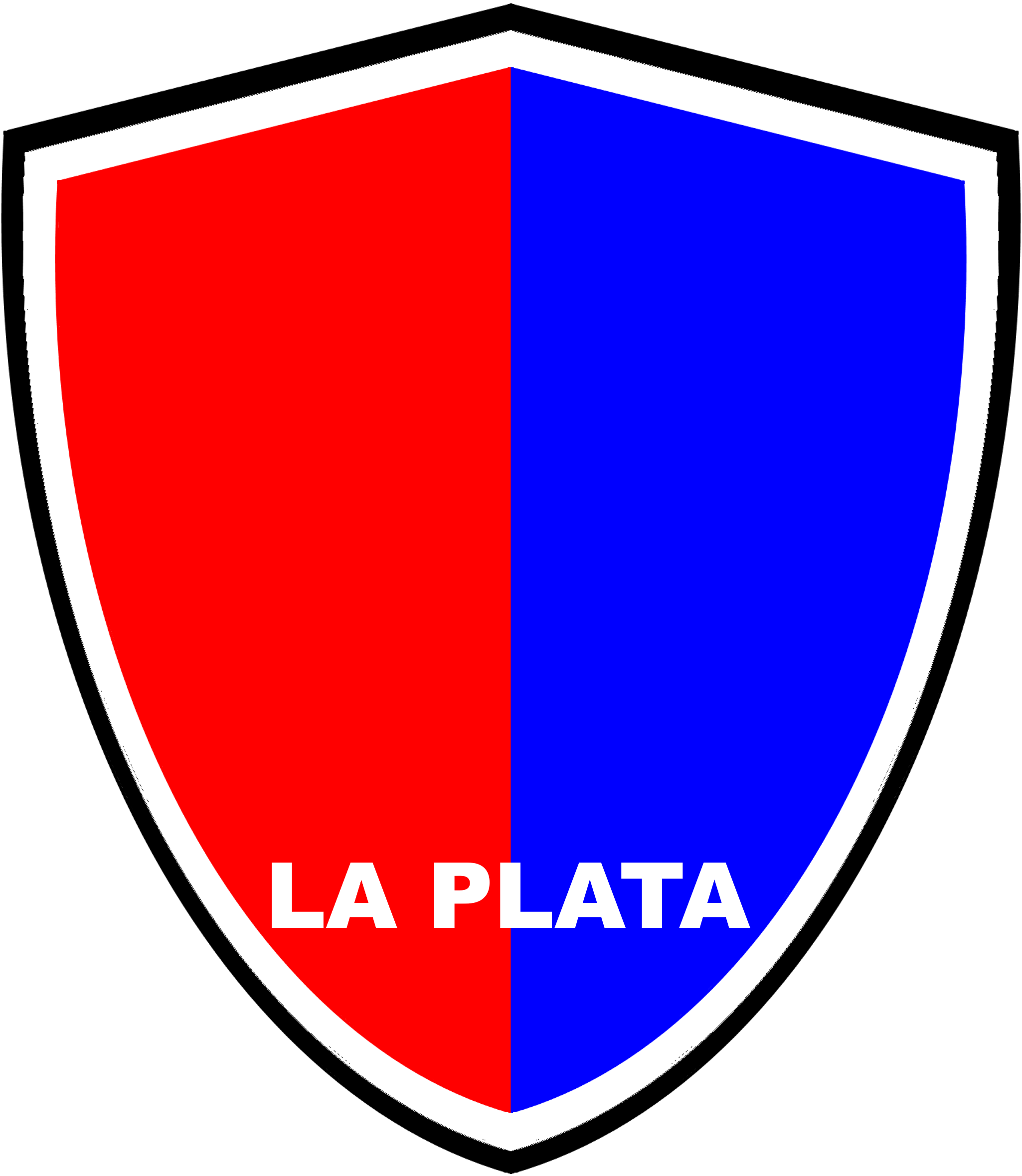
Representación aproximada del escudo de La Plata Fútbol Club, sin la imagen del tigre en su centro.

La Plata Fútbol Club es un club del fútbol argentino, fundado el 19 de noviembre de 2000 (24 años), en la ciudad de La Plata, provincia de Buenos Aires, Argentina. Una vez constituido fue escalando velozmente posiciones hasta lograr ascender al Torneo Argentino A, aunque su situación económica comenzó a decaer y por esa razón renunció a su plaza en los campeonatos de AFA. Lleva en su camiseta los colores azul, rojo y blanco, y es conocido como "El Tigre". Su camiseta titular es de color rojo y azul, en honor a los dos equipos más populares de la ciudad de La Plata, Estudiantes y Gimnasia.
El futbolista de mayor renombre que vistió la casaca del club es Claudio Biaggio, de extensa trayectoria en equipos de Argentina y Uruguay y campeón nacional con San Lorenzo en 1995. Además, el club fue incorporando, gradualmente, a jugadores de Estudiantes y Gimnasia que no eran titulares en sus clubes, adquiriendo futbolistas desempeñados, en algunos casos, en Primera División.
Debido a la apremiante situación económica que aquejaba al club, para no perder la plaza que tenía en la tercera categoría del fútbol argentino, los dirigentes decidieron fusionarse con Asociación Iris, institución de la Liga Amateur Platense, y formar la Unión Atlética Deportiva Almafuerte, sin embargo, en la actualidad tanto La Plata como la Asociación Iris funcionan como clubes diferentes en la Liga Amateur Platense.
Durante la temporada 2007/08 del Torneo Argentino A, y luego de una mala campaña, La Plata tuvo que disputar la Promoción contra Alvarado de Mar del Plata, eliminatoria donde perdió por 4-3 (resultado global) y descendió al Torneo Argentino B. Además, previo a la temporada 2008/09 renunció a su plaza en la cuarta categoría de los equipos indirectamente afiliados a la AFA, por lo que sólo sigue compitiendo en la liga regional y al borde de la desaparición debido a las severas deudas que posee el club.
El 11 de diciembre de 2022, luego de vencer por 2 a 1 a Deportivo Gonnet logra el ascenso a la divisional A de la Liga Amateur Platense de Fútbol.

## Sede
Calle 25 y 514 de la ciudad de La Plata.

## Estadio
Llamado Estadio Juan Manuel Menta, tiene una capacidad para 300 personas y las siguientes dimensiones: 105 x 65 metros. El mismo se encuentra ubicado en las intersecciones de las calles 25 y 514. Durante su permanencia en los torneos de ascenso de AFA también utilizaba como local el Estadio Ciudad de La Plata, con capacidad de 45.000 espectadores.

## Jugadores
- Jugadores de La Plata Fútbol Club en BDFA

## Palmarés
- Torneo Argentino B 2004/05

## Redes sociales
- Instagram
- Facebook

- Datos: Q6464477